# Cavalli si nasce
Cavalli si nasce è un film del 1989 diretto da Sergio Staino.

## Trama
1832. Due signori toscani partono da Napoli per la Sicilia; sono il marchese Ottavio e il suo amico Paolo. I due vogliono conoscere il meridione della penisola sulle orme del filosofo Goethe, morto proprio in quell'anno. Il viaggio si interrompe quando Ottavio viene ferito e derubato mentre i due si trovano alloggiati nel Cilento.
Ai due, rimasti ormai senza soldi, non resta altro che ricorrere all'aiuto e all'ospitalità di un amico di famiglia di Ottavio: un vecchio principe napoletano, ben lieto di ospitare i due viandanti poiché ha in mente di far conoscere e poi sposare al marchese toscano la stravagante figlia Carola.
Durante il soggiorno presso il principe Paolo, nel tentativo di sedurre la già coniugata sorella del principe, instaura una bella amicizia con il sovversivo stalliere Alfonso e l'artista Paco. Alfonso indottrina Paolo e Paco con le idee di una nuova filosofia: quella del vivere in comune dove non esiste più la proprietà privata e non vi sono più né servi, né nobili come già fanno a Filadelfia.
Ottavio, invece, pur intrattendosi più volte con la principessina Carola e con il sacerdote per discutere di cultura, seduce la moglie tedesca del principe, rivitalizzata dall'arrivo del nobile toscano. Paolo scopre però il tentativo del principe di farli rimanere per sempre da lui, per far contenta la figlia innamorata di Ottavio. Carola, sentito il discorso di Paolo, in lacrime racconta tutto al padre. Il prete allora per scongiurare la partenza di Ottavio, incastra e fa uccidere dagli abitanti del paese Paolo, colpevole ingiustamente di essersi approfittato di una bambina del posto.
Ottavio, sconvolto dalla morte dell'amico, scappa di notte: durante la sua fuga, con sua grande sorpresa, incontra Paolo e l'amico Alfonso, che tradito da Paco era stato catturato e ucciso dalle guardie borboniche. Alfonso racconta la "nuova filosofia" del vivere tutti in comunione ad Ottavio e tutti e tre si avviano per intraprendere un nuovo viaggio, non più verso Sud ma per Filadelfia.

## Produzione

### Progetto
Rappresenta l'opera prima del celebre fumettista e vignettista Sergio Staino.

### Musiche
Le colonne sonore del film sono a cura di Eugenio Bennato e Carlo D'Angiò

### Riprese
Gran parte delle riprese sono state effettuate nel Cilento e nel Vallo di Diano, in particolar modo nel comune di Castellabate (Porto delle Gatte, località Torretta, pineta di Licosa e Palazzo Perrotti), nella marina di Pollica, in Roscigno Vecchia,  nelle campagne cilentane e nella Certosa di San Lorenzo a Padula.

## Accoglienza

### Incassi
Il film non ha avuto un grandissimo successo di pubblico o commerciale, dato anche il genere, forse non per grandi platee, dell'opera di Sergio Staino. La pellicola ha incassato al cinema complessivamente 626.957.000 lire.

### Critica
Il film ha ricevuto un buon successo di critica, nonostante un non esaltante successo di tipo commerciale. In particolar modo vengono apprezzati dagli addetti ai lavori l'accuratezza nella ricostruzione dell'ambiente ottocentesco italiano e lo studio approfondito dei personaggi. Il film, nonostante una narrazione molto frammentaria, interrotta più volte da bruschi passaggi o da scene eccessivamente improntate sui dialoghi fra i vari personaggi, viene definito come un buon racconto allegorico, dove la satira e lo spirito fantastico si fondono.

### Riconoscimenti
- Vincitore Miglior musica (Nastri d'Argento della SNGCI, 1989)
- Ciak d'oro
  - 1989 - Migliore colonna sonora a Eugenio Bennato e Carlo D'Angiò[3]

## Curiosità
- Nel film avrebbe dovuto recitare in un piccolo ruolo anche Andrea Pazienza, che avrebbe interpretato dunque un pittore di icone sacre che, in una cappella, realizza sui muri delle rappresentazioni di scene sessuali, per poi ricoprirle con le consuete raffigurazioni religiose. Pare proprio che Pazienza - da un po' di tempo ripulitosi dalle droghe - preso dall'euforia per questo suo ruolo comprò una dose di eroina, purtroppo rivelatasigli fatale[4].
- È l'ultimo film dove Bonvi recita.